# Ниркова недостатність
Ниркова недостатність (також уремія) — патологічний синдром, який спричинюють різні фактори, проявляється раптовими і прогресуючими порушеннями функцій нирок з явищами олігурії / анурії, азотемії, розладами водно-електролітного балансу.

## Етіологія і патогенез
Причини:
- порушення ниркової гемодинаміки (шок, колапс тощо)
- різні екзогенні інтоксикації (отруєння сулемою, чотирьоххлористим вуглецем, дихлоретаном, сполуками вісмуту, миш'яка, отруйними грибами, укуси змій тощо)
- алергійно-токсичні впливи (сульфаніламідні препарати, антибіотики, рентгеноконтрастні речовини тощо)
- різні інфекційні хвороби (геморагічна гарячка з нирковим синдромом, лептоспіроз тощо)
- гострі захворювання нирок
- обструкція сечових шляхів
- ускладнення еклампсії та інших захворювань.

Виділяють дві основні клінічні форми: гостру та хронічну.
При всіх цих формах розвивається некронефроз, тобто некроз епітелію канальців, набряк та клітковинна інфільтрація інтерстиціальної тканини, пошкодження капілярів нирок.
Визначають чотири періоди розвитку синдрому:
1. початковий — клініка визначається причиною, що викликала ураження нирок
2. олігоанурічний — проявляється різким зниженням добового діурезу
3. відновлення діурезу
  - фаза початкового діурезу
  - фаза поліурії
4. одужання — починається з моменту зникнення гіперазотемії.

## Лікування
Усунення причин, що сприяють виникненню недостатності та можливо швидкому відновленню діурезу, корекції гомеостазу. При недостатності, що розвивається, основним методом лікування є гемодіаліз.